# جون فريدريك مارتن
جون فريدريك مارتن (بالسويدية: Johan Fredrik Martin)‏ هو مصصم جرافك ونقاش سويدي، ولد في 1755 في ستوكهولم في السويد، وتوفي في 28 سبتمبر 1816 في Jakob parish ‏ في السويد.